# کمدی ایران
کمدی ایران با اجازهٔ رسمی وزارت معارف توسط سید علی نصر در سال ۱۲۹۵ خورشیدی تأسیس شد. هنرمندانی که در این مؤسسه بت همکاری داشتند عبارت بودند از: احمد محمودی کمال الوزاره (مؤلف نمایشنامه‌های «حاجی ریائی خان یا تارتوف شرق» و «استاد نوروز پینه‌دوز» که در سال ۱۹۱۸ بطبع رسیده‌است), منشی باشی (بهرامی), عنایت‌الله شیبانی، محمدعلی ملکی معروف به میاه، مهدی نامدار، سیدرضا هنری، رفیع حالتی، محمود ظهیرالدینی، فضل‌الله بایگان، طبیب زاده، حسین خیرخواه، نعمت مصیری، سیدجلال‌الدین مرعشی، میرزانصرالله خان، محمود الهی، داود دیبا، مهدی مشایخی، احمد درخشان، علی‌اصغر گرمسیری، صادق بهرامی، میرمهدی ورزنده، غلامعلی فکری، نقشینه، سارا خاتون، شکوفه، و ملوک حسینی